# Cyrtodactylus papilionoides
Cyrtodactylus papilionoides là một loài thằn lằn trong họ Gekkonidae. Loài này được Ulber & Grossmann mô tả khoa học đầu tiên năm 1991.